# World Science Festival
World Science Festival är en årlig vetenskapsfestival, som är uppsatt av Science Festival Foundation, en ideell organisation med huvudkontor i New York. Stiftelsens uppgift är att informera och inspirera allmänheten på ett vetenskapligt sätt. Festivalen grundades av den bästsäljande fysikern Brian Greene och journalisten Tracy Day. Den första World Science Festival hölls 2008.